# 坎揚人
坎揚人，是泰人的一支，分布於印度阿薩姆邦蒂恩苏基亚，賽比薩加爾和阿魯納恰爾邦一部分。他們的名在泰語解作有金子的人，其他人則多稱他們為Shyam，即暹羅人。
他們人口約7000人但只有少數仍說母語坎佯语，他們與坎底傣關係密切同樣信仰上座部佛教，他們統治孟拱一個獨立小公國直到18世紀末。
他們來自雲南的勐卯，而名稱則和緬甸克欽邦有關。據說上緬甸地區的Kopdub河有大量沙金，而坎揚人居住在該地一段長時間。
他們在16世紀時已與阿豪姆王室聯姻，在18世紀中期時越過帕凱山進入阿薩姆地區定居。